# Gilde der Macekliers
De Gilde der Macekliers is een vereniging uit het Belgische Zottegem. De vereniging werd opgericht in 1960 door Etienne Stautemas. Ze ontstond naar aanleiding van de Guldensporenfeesten in 1960 uit een groep figuranten van het toneelspel Willem van Saaftinghe (met als decorbouwer Etienne Stautemas). De naam 'Macekliers' verwijst naar de beenhouwersgilde van Jan Breydel; de varkenskop is het symbool van de Macekliers.
Om toegelaten te worden tot de (exclusief mannelijke) gilde, moet een kandidaat-Maceklier in twee uur tijd drie liter Zottegems bier en een halve kilogram varkensvlees verorberen tijdens een ceremonie. De leden dragen een halssnoer van varkensstaartbeentjes met daaraan een medaille met een varkenskop en opschrift 'De Macekliers Zottegem'.
De Macekliers nemen deel aan Zottegem Carnaval en trekken ook als driekoningenzangers rond met traditionele kerstliederen in de rusthuizen en met satirische liederen in de Zottegemse herbergen.
In 2018 brouwden De Hoevebrouwers het bier Ne Maceklier voor de vereniging.
De Gilde der Macekliers organiseerde (onder impuls van internationaal bloementapijtontwerper Etienne Stautemas) ook zeven keer een bloementapijt in Zottegem (1964, 1968, 1975, 1985, 2000, 2010, 2018), ter ere van Lamoraal van Egmont (1968 en 2018) of voor 'Zottegem een gemeente in Europa' (1985).